# Stefan Schmidt
Stefan Schmidt (født 7. november 1975) er en dansk fodboldspiller, som spiller for FC Græsrødderne.
Tidligere har han spillet i Brøndby IF, hvortil han kom fra AaB på en fri transfer den 1. juli 2004. Han blev dog hurtigt skadet og formåede aldrig at tilspille sig en fast plads på 1. holdet.
Stefan Schmidt har også en fortid i Lyngby Boldklub, Farum Boldklub, Holbæk B&I, Næstved Boldklub, AGF, Silkeborg Idrætsforening og FC Roskilde.